# Charlie Mitten
Charles Mitten, detto Charlie (Rangoon, 17 gennaio 1921 – Stockport, 2 gennaio 2002), è stato un allenatore di calcio e calciatore inglese, di ruolo attaccante.

## Biografia
Suo figlio John fu a sua volta un calciatore professionista; padre e figlio hanno anche giocato insieme nella stagione 1957-1958, al Mansfield Town, e successivamente Charlie ha allenato John sia in questa stagione che nel triennio successivo al Newcastle Utd.
Inoltre, molti dei fratelli di Mitten giocarono (anche se per dei brevi periodi) da professionisti, e più in generale i membri maschi della sua famiglia della sua generazione e delle due generazioni successive alla sua (quindi fino ai suoi nipoti) ebbero tutti delle carriere quantomeno ad un livello semiprofessionistico; tra di essi quello con la carriera più significativa è indubbiamente stato suo nipote Albert Scanlon, che giocò a sua volta per il Manchester Utd e che fu tra i superstiti del Volo British European Airways 609.

## Caratteristiche tecniche
Era un'ala sinistra.

## Carriera

### Giocatore
Viene tesserato dal Manchester United nel 1936, all'età di 15 anni, per giocare nelle giovanili dei Red Devils; di fatto, a causa dello scoppio della seconda guerra mondiale ed alla conseguente interruzione dei campionati ufficiali, fa il suo esordio in prima squadra solamente un decennio più tardi, nella stagione 1946-1947, alla regolare ripresa dei campionati dopo il conflitto, quando ormai ha 25 anni. Nel frattempo durante il conflitto (cui prende parte attivamente servendo nella RAF) gioca anche saltuariamente delle partite nei vari tornei sostitutivi dei normali campionati, con le maglie di Chelsea e Southampton. Nella sua prima stagione da professionista mette a segno 8 reti in 20 presenze nella prima divisione inglese, chiusa dal club al secondo posto in classifica, piazzamento che viene replicato anche nei campionati 1947-1948 e 1948-1949, nei quali Mitten gioca rispettivamente 38 e 42 partite con 8 e 18 reti segnate; è inoltre tra i protagonisti della vittoriosa FA Cup 1947-1948, nella quale mette a segno 3 reti in 6 presenze (scendendo in campo anche nella finale del torneo). Lascia il club al termine della stagione 1949-1950, dopo complessive 162 presenze e 61 reti in partite ufficiali (142 presenze e 50 reti nella prima divisione inglese, 19 presenze e 11 reti in FA Cup ed una presenza nel FA Charity Shield 1948, perso per 4-3 contro l'Arsenal).
Lascia il club per andare a giocare in Colombia all'Ind. Santa Fe: sono infatti gli anni del cosiddetto El Dorado, in cui molti giocatori europei si trasferirono nel Paese sudamericano. Insieme a Mitten giocarono infatti nell'Independiente Santa Fe anche i connazionali George Mountford e Neil Franklin, entrambi giocatori di spicco del campionato inglese. Durante la sua unica stagione di permanenza nel club, nella quale realizza 15 reti in 34 presenze nella prima divisione colombiana, Mitten guadagna un bonus fisso di 5 000 sterline più un ulteriore ingaggio di 40 sterline a settimana, mentre in patria allo United guadagnava 12 sterline a settimana, che era il tetto salariale massimo fissato dalla Federazione inglese all'epoca. Durante la sua permanenza in Colombia, venne soprannominato The Bogotá Bandit ("il bandito di Bogotà"), che fu poi anche il titolo dell'autobiografia che pubblicò a fine carriera. Al termine della stagione 1950-1951 la Federazione colombiana tornò a far parte della FIFA, ponendo di fatto fine al periodo dell'El Dorado: Mitten, come molti altri calciatori europei, tornò quindi in patria, subendo però una squalifica di 6 mesi da parte della Federazione inglese per via del suo trasferimento in Colombia. Al suo ritorno, venne ceduto per 22 000 sterline al Fulham dall'allenatore dello United Matt Busby, che non aveva perdonato la sua fuga dell'anno precedente (lo United e le altre squadre che persero giocatori per via dell'El Dorado non vennero infatti risarciti in alcun modo, dal momento che in quel periodo il campionato colombiano non era riconosciuto dalla FIFA). Il Fulham al termine della stagione 1951-1952 retrocedette in seconda divisione, categoria in cui Mitten quindi giocò per il resto della sua permanenza con i Cottagers, ovvero fino al termine della stagione 1954-1955. Il 26 ottobre 1955 giocò inoltre da titolare nella partita vinta per 3-2 dal London XI contro il Francoforte XI nella prima edizione della Coppa delle Fiere. Dal 1955 al 1958 è infine giocatore ed allenatore al Mansfield Town, club di terza divisione.

### Allenatore
Inizia ad allenare nella stagione 1955-1956 al Mansfield Town, club di cui è contemporaneamente anche giocatore, e che allena per 3 stagioni consecutive in terza divisione. Durante la sua permanenza, il club gioca un calcio estremamente offensivo, allo stesso tempo concedendo anche molte reti agli avversari: emblematica è la stagione 1957-1958, chiusa al sesto posto in classifica con 100 reti segnate e 92 subite, grazie alle quali gli Stags furono di fatto contemporaneamente sia la squadra con il migliore attacco e quella con la terza peggiore difesa del campionato, dietro solamente a Crewe Alexandra e Bradford PA, che subirono rispettivamente 93 e 95 piazzandosi in terzultima ed ultima posizione; anche nelle precedenti stagioni alla guida del club, il Mansfield si attesta su medie realizzative simili (mai meno di 84 gol fatti e mai meno di 81 gol subiti in un singolo campionato). Al termine della stagione 1957-1958 viene ingaggiato dal Newcastle Utd, club di prima divisione, dove tenta di replicare lo stesso tipo di gioco proposto al Mansfield. Il suo primo biennio di permanenza sulla panchina delle Magpies è tutto sommato un successo, dal momento che si conclude con un undicesimo ed un ottavo posto in classifica (82 reti segnate e 78 subite nella prima stagione, 80 reti segnate ed altrettante subite nella successiva), ma nella stagione 1960-1961 il club retrocede in seconda divisione nonostante le 82 reti segnate, a causa delle 109 reti subite, di gran lunga la peggior difesa del campionato e, in generale, una delle peggiori performance di sempre del campionato inglese in termini di gol concessi agli avversari (nell'intera storia del calcio inglese solo 8 squadre nella storia avevano fino a quel momento subito un numero di reti maggiore o uguale, e tutte con le eccezioni del Blackpool terzultimo nella First Division 1930-1931 e del Leicester City quintultimo nella First Division 1957-1958 avevano chiuso il rispettivo campionato all'ultimo posto in classifica). Viene inizialmente confermato nonostante la retrocessione anche per la stagione 1961-1962, ma dopo pochi mesi, con la squadra nei bassifondi della classifica del campionato di seconda divisione, viene esonerato. Di fatto questo pone fine alla sua carriera ad alti livelli: torna infatti ad allenare all'inizio della stagione 1962-1963, ai semiprofessionisti dell'Altrincham nella Cheshire County League, ritirandosi però definitivamente al termine della stagione, all'età di soli 42 anni.

## Palmarès

### Giocatore

#### Competizioni nazionali
- Coppa d'Inghilterra: 1

Manchester United: 1947-1948